# Tarō Iwashiro
Tarō Iwashiro (岩代 太郎, Iwashiro Tarō), né à Tokyo le 1er mai 1965, est un compositeur de musiques de films japonais.
Il est principalement connu pour avoir composé la musique du film Les Trois Royaumes réalisé par John Woo en 2008.

## Filmographie sélective

### Cinéma
- 2002 : 11'09"01 - September 11 (Partie japonaise)
- 2003 : Memories of Murder (살인의 추억) de Bong Joon-ho
- 2003 : Azumi (あずみ?) de Ryūhei Kitamura
- 2004 : Blood and Bones (血と骨, Chi to hone?) de Yōichi Sai
- 2005 : Azumi 2: Death or Love (あずみ2 Death or Love?) de Shūsuke Kaneko
- 2007 : Shinobi: Heart Under Blade (甲賀忍法帖, Kōga ninpō chō?) de Ten Shimoyama
- 2008 : Les Trois Royaumes (赤壁, Chi bi) de John Woo
- 2009 : Kamui, le ninja solitaire (カムイ外伝, Kamui gaiden?) de Yōichi Sai
- 2013 : Unforgiven (許されざる者, Yurusarezaru mono?) de Lee Sang-il
- 2014 : The Crossing (太平轮, Tàipíng lún) de John Woo
- 2016 : Museum (ミュージアム, Myūjiamu?) de Keishi Ōtomo
- 2017 : Manhunt de John Woo
- 2020 : Fukushima 50 de Setsurō Wakamatsu
- 2020 : A Family (ヤクザと家族 The Family, Yakuza to kazoku: The Family?) de Michihito Fujii (ja)

### Animation
- 1997 : Kenshin : Requiem pour les Ishin Shishi
- 2011 : Fullmetal Alchemist : L'Étoile sacrée de Milos
- 2013 : Suisei no gargantia
- 2014 : Blade & Soul
- 2015 : The Heroic Legend of Arslân
- 2016 : The Heroic Legend of Arslân : Dust Storm Dance

## Jeu vidéo
- 2002 : Onimusha 2: Samurai's Destiny

## Distinctions

### Récompenses
- Hong Kong Film Awards :
  - Meilleure musique de film 2009 (Les Trois Royaumes)
- Prix du film Mainichi :
  - Meilleure musique de film 2009 (Yami no kodomo-tachi)

### Nominations
- Saturn Award :
  - Saturn Award de la meilleure musique 2010 (Les Trois Royaumes)
- Hong Kong Film Awards :
  - Meilleure musique de film 2010 (Chi bi xia: Jue zhan tian xia)
  - Meilleure chanson originale 2010 (Chi bi xia: Jue zhan tian xia pour la chanson River of No Return)
- Awards of the Japanese Academy : 
  - Meilleure musique de film 2005 (Chi to hone)
  - Meilleure musique de film 2006 (Haru no yuki)
  - Meilleure musique de film 2006 (Le Samouraï que j'aimais)